# La Línea (Chiapas)
La Línea es una localidad del estado mexicano de Chiapas. Es parte del municipio de Arriaga.

## Demografía
| Gráfica de evolución demográfica |
|                                  |

| Censo | Población |
| ----- | --------- |
| 1950  | 50        |
| 1960  | 149       |
| 1970  | 467       |
| 1980  | 664       |
| 1990  | 1 046     |
| 2000  | 1 334     |
| 2010  | 1 452     |
| 2020  | 1 450     |